# Черновка (Кочковский район)
Черно́вка — село в Кочковском районе Новосибирской области России. Административный центр Черновского сельсовета.

## География
Площадь села — 384 гектара.

## История
Основано в 1805 году. По переписи 1926 года в селе проживало 3961 человек, в том числе 1933 мужчины и 2028 женщин. Основное население — украинцы. В 1928 году состояло из 695 хозяйств. В административном отношении село Черновское являлось центром Черновского сельсовета Петропавловского района Каменского округа Сибирского края.

## Население
| 2002 | 2007  | 2010  |
| ---- | ----- | ----- |
| 1212 | ↗1251 | ↘1198 |

## Улицы
| - ул. Большевистская, - ул. Заречная, - ул. Зелёная, - ул. Калиниченко, - ул. Кольцевая, | - ул. Лесная, - ул. Луговая, - ул. Набережная, - ул. Новая, - ул. Полевая, | - ул. Сибирская, - ул. Советская, - пер. Степной, - ул. Телевизионная, - ул. Тихоненко, | - ул. Учительская, - ул. Чкалова, - ул. Чумова, - ул. Школьная, - ул. Юбилейная. |

## Инфраструктура
В селе по данным на 2007 год функционируют 1 учреждение здравоохранения и 2 учреждения образования.

## Известные уроженцы
- Тихоненко, Иван Кондратьевич (1918—1945) — советский военнослужащий, старшина, Герой Советского Союза.
- Чумов, Афанасий Гаврилович (1901—1984) — советский военнослужащий, рядовой, Герой Советского Союза.